# Lúcio Acílio Estrabão
Lúcio Acílio Estrabão (em latim: Lucius Acilius Strabo) foi um senador romano nomeado cônsul sufecto para o nundínio de setembro a outubro de 80 com Sexto Nerânio Capitão. Era membro de um dos grandes ramos da gente Acília, mas menos conhecido do que os outros dois, dos Acílios Glabriões e dos Acílios Aviões.

## Cirenaica
Estrabão aparece pela primeira vez no relato de Tácito, como pretor. Ele foi enviado pelo imperador Cláudio à Cirenaica para resolver uma disputa de propriedades sobre terras que o rei Ptolemeu Apião havia deixado de herança ao povo romano juntamente com seu reino. Por conta disto, alguns proprietários criticaram seus julgamentos e, no reinado de Nero, pediram ajuda ao Senado Romano. Os senadores responderam que não tinham conhecimento das instruções dadas por Cláudio a Estrabão e passaram o pedido a Nero, que resolveu a questão.
Diversas inscrições com o nome de Estrabão e datadas do reinado de Cláudio foram encontradas no norte da África. As datas variam entre 53 e 56. Se de fato Estrabão for este mesmo pretor em 53, então ele levou 27 anos para chegar ao consulado, considerando que as Lex Villia Annalis especificam um período de apenas dez anos entre os cargos de pretor e cônsul para senadores que não são patrícios. Apesar de haver outros casos documentados, este longo período é bem pouco usual.

## Data do consulado
Até o achado dos Fasti Septempeda, a data do consulado de Estrabão se baseava apenas em uma inscrição encontrada em Nápoles, que foi datada com base nos cônsules sufectos citados e no mandato de um oficial local como sendo de 71. Porém, com a descoberta dos Fasti, diversas autoridades endossaram a data de 80, apesar de algumas, como Werner Eck, propuseram a existência de duas pessoas, uma que foi cônsul em 71, tratou das disputas na Cirenaica e foi pai do cônsul em 80. Esta última possibilidade ajudaria a explicar o longo período entre o pretorado e o consulado.

## Governador da Germânia Superior
Outra inscrição, encontrada em antigas pedreiras em Brohlbach, provocou outra disputa sobre a identidade de Estrabão. Trata-se de um altar de pedra datada da época quando "L. Acilius Strabo" foi "legati Augusti". É incerto se por "legatus" este Acílio Estrabão foi governador da Germânia Superior ("legado imperial") ou, possivelmente, comandante de uma legião estacionada na província ("legado militar"). A mesma palavra é utilizada para indicar ambos e a data deste posto na Germânia Superior depende da interpretação dada à inscrição. Se Estrabão foi comandante de uma legião, então o altar é da época anterior ao seu consulado, possivelmente o final da década de 70. Se ele foi governador, então ela seria de uma data posterior. Na última compilação de governadores desta província publicada por Werner Eck, há uma lacuna entre 83 e 87.
Há também a possibilidade de que este Acílio Estrabão não seja nenhum dos cônsules já discutidos, mas um senador polionômio, Lúcio Estertino Quintiliano Acílio Estrabão Caio Curiácio Materno Clódio Numo, cônsul em 114, cujo nome indica uma adoção por um Lúcio Acílio Estrabão, possivelmente o mesmo que foi cônsul em 80.